# 代爾斯卡鄉
47°59′N 26°12′E / 47.983°N 26.200°E
代爾斯卡鄉（羅馬尼亞語：Comuna Dersca, Botoșani），是羅馬尼亞的鄉份，位於該國東北部，由博托沙尼縣負責管轄，面積39平方公里，海拔高度329米，2007年人口3,216，人口密度每平方公里83人。